# Eriborus samuelsoni
Eriborus samuelsoni là một loài tò vò trong họ Ichneumonidae.